# Ksavery Knotz
Ksavery Knotz, OFMCap. (1965) je polský římskokatolický kněz. Provozuje internetovou poradnu Szansa Spotkania (Šance poznání), kde se věnuje sexuální tematice, dále píše knihy a přednáší.
Sexualitu považuje za „dar od Boha, který můžeme využívat ke svému štěstí a potěšení". Katolická církev je podle něj plná stereotypů, ze kterých se ji snaží vymanit. Často u věřících naráží na přesvědčení, že správný katolík má plodit jedno dítě za druhých a že užívat si sexu je hřích. „Jestli váš Bůh nemá co do činění se sexem, nemá co do činění ani s vaším zdravím, štěstím a láskou – a pak pravděpodobně vůbec nejste katolík,“ soudí.
Ačkoli v některých směrech se tak projevuje jako liberální, v jiných věcech se drží konzervativní církevní linie – je pro něj nepřípustná homosexualita, předmanželský sex, používání kondomů nebo jiné formy antikoncepce kromě přirozeného plánování rodičovství.

## Dílo
- Sex je božský (Seks jest boski, czyli Erotyka katolika, 2010)
- Sex, jak ho neznáte: Pro manželské páry, které milují Boha (Seks jakiego nie znacie. Dla małżonków kochających Boga, 2009)